# Monstera vasquezii
Monstera vasquezii är en kallaväxtart som beskrevs av Thomas Bernard Croat. Monstera vasquezii ingår i släktet Monstera och familjen kallaväxter. Inga underarter finns listade.